# جيمس مونتاسري
جيمس مونتاسري (بالتايلندية: เจมส์ มูลทาศรี؛ مواليد 10 أبريل 1988) هو مُقاتل فنون قتالية مختلطة أمريكي ألماني المولد مُعتزل.

## وصلات خارجية
- جيمس مونتاسري على موقع TaekwondoData.com (الإنجليزية)
- جيمس مونتاسري على موقع يو إف سي (الإنجليزية)
- جيمس مونتاسري على موقع شيردوغ (الإنجليزية)
- جيمس مونتاسري على موقع Tapology.com (الإنجليزية)
- جيمس مونتاسري على موقع IMDb (الإنجليزية)
- جيمس مونتاسري على موقع قاعدة بيانات الفيلم (الإنجليزية)